# Junius Bouton Bird
Junius Bouton Bird (21 de septiembre de 1907, Rye, Estados Unidos - 2 de abril de 1982, Bronx, Estados Unidos) fue un arqueólogo estadounidense. En 1934 fue nombrado conservador de la arqueología de América del Sur en el Museo Americano de Historia Natural.
Sus contribuciones al estudio de la ecología, el clima y la arqueología precolombina le valieron varios premios, entre ellos: La Medalla del Fondo Vikingo para la Arqueología (1956) y La Orden de "El sol de Perú" (1974). En 1961 fue elegido presidente de la Society for American Archaeology.

## Primeras exploraciones
Estudió un año en la Universidad de Columbia, pero luego se dedicó a aprender arqueología participando directamente en cinco exploraciones por el Ártico, en una goleta, junto con científicos de varias instituciones. En 1931 fue nombrado Curador Emérito en Arqueología Sudamericana del American Museum of Natural History.

## Chile
En 1932 viajó por primera vez a Chile y exploró un conchal en la isla Navarino aprovechado hace siglos por canoeros nómades. En 1934 y 1935, con su esposa Margaret McKelvy exploró en barco pesquero las islas del sur de Chile y luego en automóvil recorrió por dos años el sur de la Patagonia chilena, donde halló yacimientos arqueológicos, entre ellos la Cueva Fell, en la que se encontraron restos de ocupación humana que se remontan hasta 11.000 años, según se estableció por el método de radiocarbono en 1969. Entre 1941 y 1942 exploró junto con su familia el norte de Chile, donde determinó secuencias culturales que aun son tenidas en cuenta por los investigadores.

## Perú
En 1946, de nuevo con su familia, Bird se trasladó a la costa norte del Perú, donde tras detectar un montículo muy grande, descubrió el yacimiento arqueológico de Huaca Prieta, cuya primera ocupación data de 15.000 a 8.000 años Antes del Presente. Allí encontró el más antiguo arte textil de las Américas hasta entonces conocido, así como varios cultígenos primitivos, recursos marinos, herramientas de piedra, esqueletos humanos, algunas esculturas importantes, y la evidencia de un tsunami enorme. Estudió las conchas de molusco que sirvieron de alimento a los pobladores; redes de pesca con piedras agujereadas como sondas y huesos de mamíferos marinos que evidenciane su caza mar adentro. Enfocó después sus investigaciones en la industria textil precolombina.

## Monte Verde
En 1977 trabajó en el yacimiento de Monte Verde, descubierto dos años antes por Félix Werner y Carlos Jünger. Según comprobaron los investigadores, allí vivió un grupo de personas en los bancos de arena y grava de la orilla de un pequeño arroyo hace 14.800 años, según las fechas calibradas de carbono 14.

## Reconocimiento
La Universidad Wesleyana le otorgó el doctorado honoris causa en 1957. Sus contribuciones al estudio de la Ecología, Climatología, y Arqueología precolombina le permitieron ganar diversos premios incluyendo la The Viking Fund Medal for Archaeology (1956) y la Orden de "El sol de Perú" (1974). En 1961 fue elegido presidente de la Society for American Archaeology.
Bird ha sido citado como posible inspiración para el personaje ficticio de la película de Indiana Jones.

## Libros
- Antigüedad y migraciones de los primeros habitantes de la Patagonia (1938)
- Las excavaciones en el norte de Chile (1943)
- Arqueología de la Patagonia (1943)
- Los Alacalufes (1946)
- Historia Cultural Andina (con Wendell C. Bennett) (1949, 1964)
- Telas de Paracas y Costura Nazca (con Louisa Bellinger) (1954)
- Las excavaciones Precerámico en la Huaca Prieta, Valle Chicama, Perú (con John Hyslop y Milica D. Skinner) (1985).
- Viajes y Arqueología en Chile Austral (con Margaret Bird) (1988, 1993)